# Johann Anton I. Knebel von Katzenelnbogen

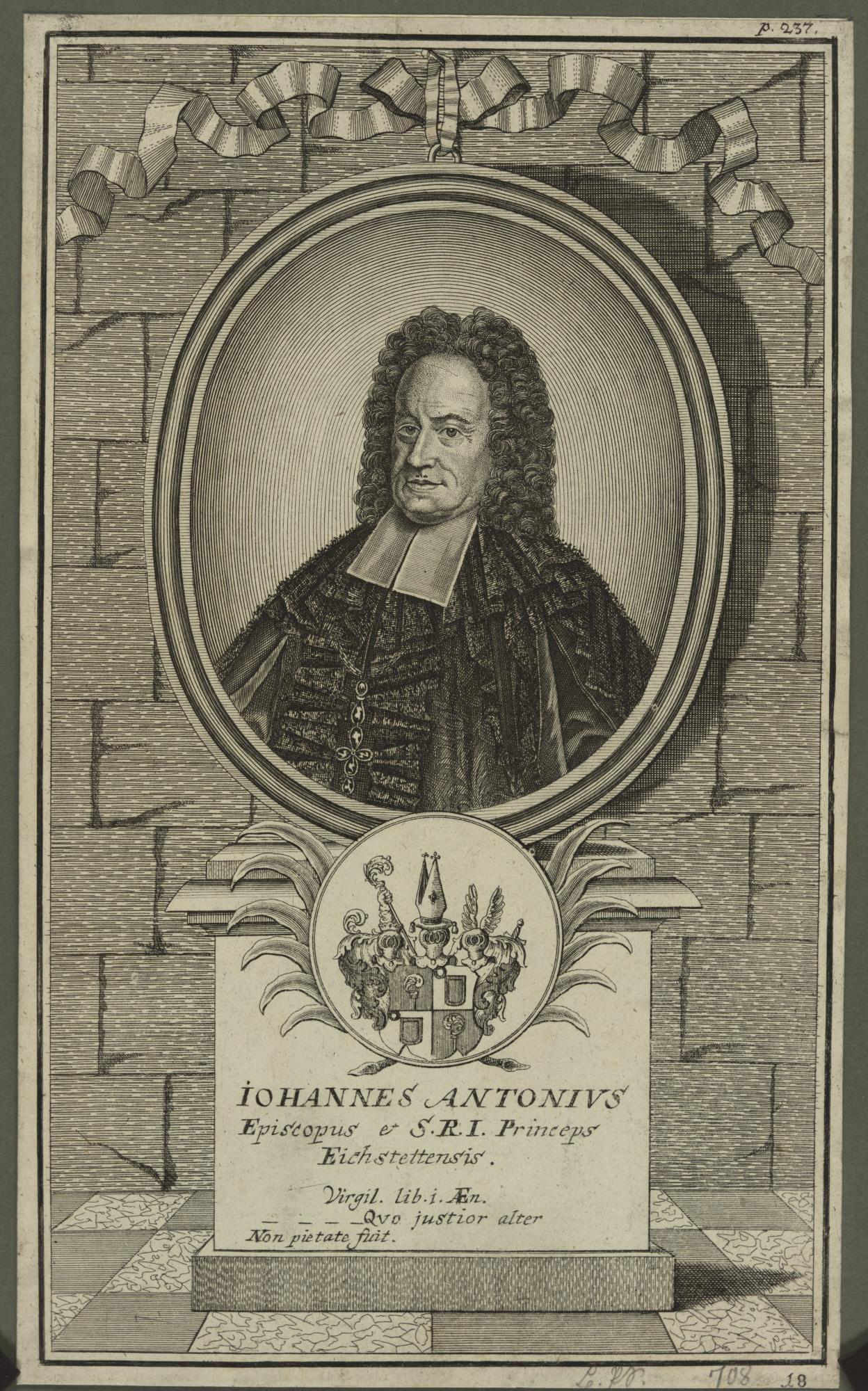
Johann Anton Knebel von Katzenelnbogen

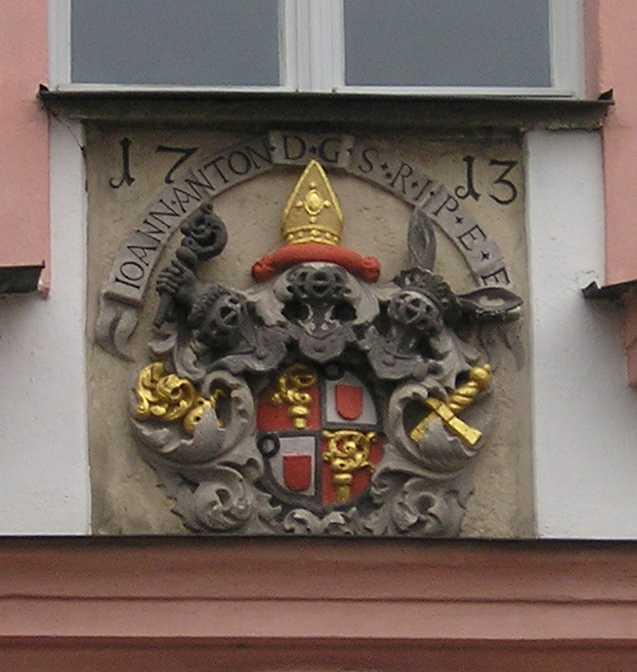
Wappen des Eichstätter Fürstbischofs am ehemaligen Eichstätt Kloster Notre Dame, datiert 1713

Johann Anton I. Knebel von Katzenelnbogen, auch Knebel von Cazenelenbogen (* 19. Oktober 1646 in Mainz; † 27. April 1725 in Eichstätt) war Fürstbischof von Eichstätt.

## Herkunft und Ausbildung
Er stammte aus dem mittelrheinischen Adelsgeschlecht der Knebel von Katzenelnbogen, das 1710, während der Eichstätter Regentschaft Johann Anton I., in den Reichsfreiherrnstand erhoben wurde. Sein Vater war Johann Philipp Knebel von Katzenelnbogen (* 5. November 1588, † um 1659), seine Mutter Anna Maria Sidonia von Graerodt (* um 1615, † 21. September 1697).
Johann Anton studierte in Mainz, 1663 bis 1667 am Germanicum in Rom Theologie. 1668 weilte er zur Fortsetzung seines juristischen Studiums in Bourges.

## Der Domherr
1663 erhielt er sein erstes Kanonikat am Ritterstift St. Burkard in Würzburg (Resignation 1685). Unter dem Eichstätter Bischof Marquard II. Schenk von Castell wurde er am 21. Juni 1667 ins Eichstätter Domkapitel aufgenommen und 1672 Kapitular. Marquard und dessen bischöflicher Nachfolger vertrauten ihm einige Male politische Missionen an; so weilte Johann Anton mehrmals am Hof des Kaisers und nahm am Fränkischen Kreistag teil. 1682 wurde er zusätzlich Domherr in Augsburg (Resignation zugunsten seines Neffen 1712), wo er zusätzlich eine geheime Ratsstelle innehatte. 1688 wurde er in Eichstätt Domdechant; 1690 verzichtete er auf das Amt, weil er die Verpflichtung zum Priestertum nicht auf sich nehmen wollte. 1699 erhielt er vom Eichstätter Bischof die Dignität des Kantors übertragen und wurde zum Geheimen Rat ernannt.

## Der Fürstbischof

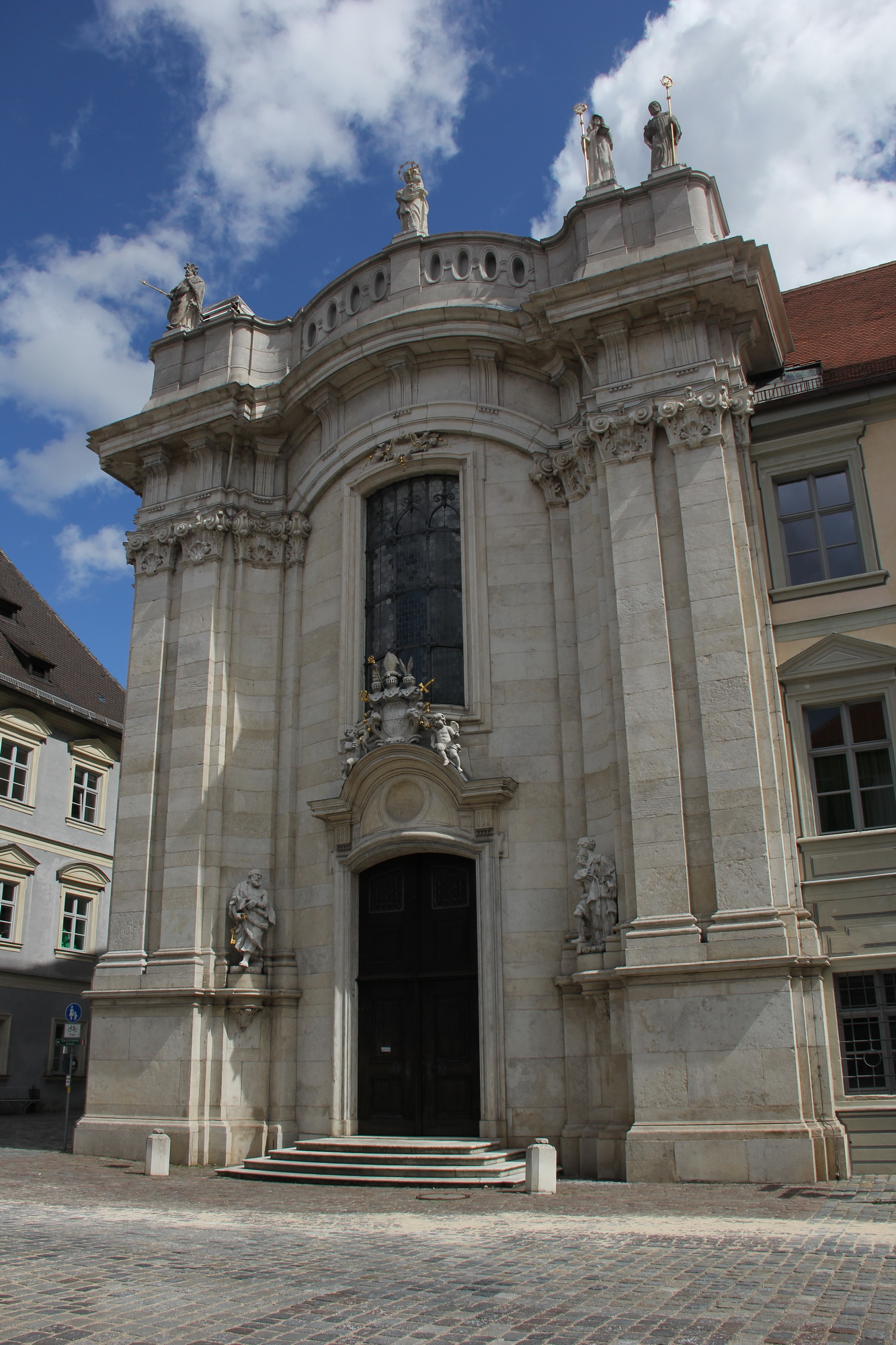
Westfassade des Eichstätter Dom

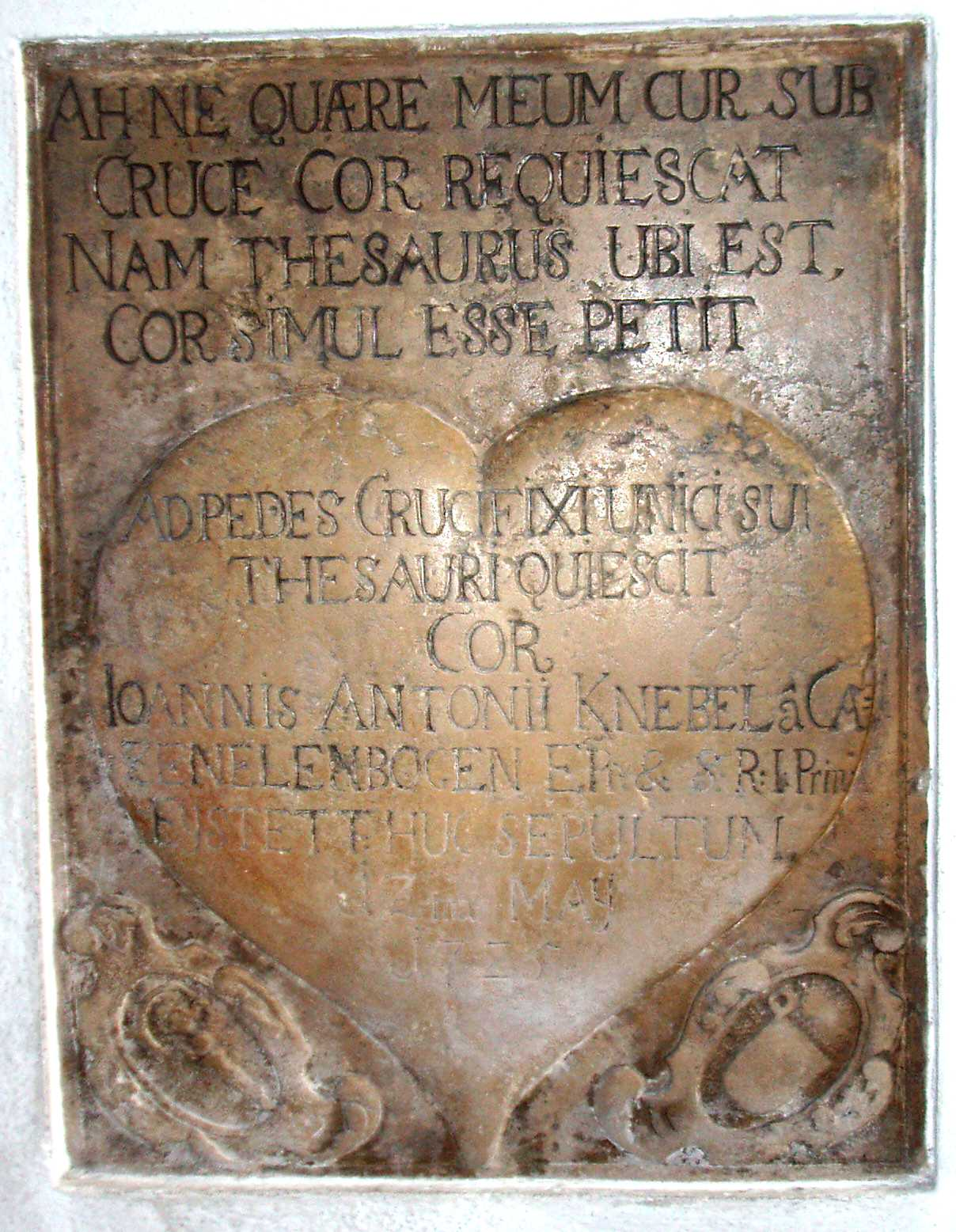
Epitaph für das Herz des Eichstätter Fürstbischofs Johann Anton I. Knebel von Katzenelnbogen im Eichstätter Dom

Als sich der vom Eichstätter Domkapitel nach dem Tod des Bischofs Johann Martin von Eyb gewählte Mainzer Dompropst Ferdinand Freiherr von Leyen weigerte, die Wahl anzunehmen, wählte man am 9. Februar 1705 Johann Anton. Am 1. Juni 1705 wurde er zum Priester und am 23. Mai 1706 zum Bischof geweiht. Er, der schon als Domherr Luxusgegenstände, Kunstwerke und Kuriositäten insbesondere im Ausland eingekauft hatte, führte auch als Bischof das luxuriöse Leben weiter, ließ aber seinem Generalvikar in geistlichen Dingen freie Hand. Als Fürst förderte er sehr die Hofmusik und erwies sich auch sonst als absolutistischer Fürst. Das unter ihm herrschende Korruptionssystem führte zu einer finanziellen Misswirtschaft und hatte zur Folge, dass das Domkapitel 1718 beim Reichshofrat förmlich Beschwerde gegen ihn einlegte. Die Hofbibliothek (heute Staatliche Bibliothek, verwaltet durch die Universitätsbibliothek Eichstätt-Ingolstadt) vermehrte der Bischof um 500 Bände, indem er die ehemalige Bibliothek des Münchner Arztes Johann Scheifler († 1671) aufkaufte.
Die prächtigen unter Johann Anton in Eichstätt errichteten Bauten haben sich bis heute erhalten. So ließ er 1714 bis 1718 auf eigene Kosten die spätbarocke Westfassade des Domes von Gabriel de Gabrieli errichten und stiftete in der Gruft des Willibaldschores eine Johannes-Nepomuk-Kapelle. Unter ihm wurde die Peterskirche der Dominikaner umgestaltet und die Schutzengelkirche barock ausgestattet; an vielen weiteren historischen Gebäuden erinnert sein Wappen daran, dass die Bauten unter ihm entstanden bzw. erneuert wurden. Er förderte die Mädchenbildung, indem er 1711 Kongregationsschwestern de Notre Dame du Sacré Cœur in die Residenzstadt holte und dafür sorgte, dass sie ein eigenes Kloster mit Kirche erhielten.
Als Verehrer Mariens führte er den Rosenkranz in der Pfarrkirche Eichstätts, der „Collegiata“, ein und finanzierte 1720 den Bau einer hölzernen Marienkapelle auf dem Frauenberg oberhalb Eichstätts, wo er regelmäßig betete. Den Bettelorden gestattete er neue Niederlassungen in seinem Bistum; so kamen die Kapuziner nach Berching und die Franziskaner (OFM) nach Spalt und Beilngries. Missstände in den Pfarreien sollten Visitationen seines Generalvikars vorbeugen oder Einhalt gebieten.
Der Bischof starb in seiner Residenz, der Willibaldsburg, infolge von Schlaganfällen und wurde in der von ihm errichteten Gruft unterhalb der Nepomuk-Kapelle des Eichstätter Domes beigesetzt. Sein letzter Wunsch, sein Vermögen den Armen zugutekommen zu lassen, konnte nur teilweise erfüllt werden, da Bedienstete den Großteil bereits unterschlagen hatten.